# شهر قدیمی سانتیاگو ده کمپوستلا
شهر قدیمی سانتیاگو ده کمپوستلا یک منطقه شهری در پایتخت گالیسیا است که به دلیل معماری باستانی و آثار بزرگ آن شناخته شده است.